# Schiffahrt der Inselgemeinde Langeoog
Die Schiffahrt der Inselgemeinde Langeoog ist ein Unternehmen, das seit 1927 den Fähren- und Bahnverkehr zwischen der Nordseeinsel Langeoog und dem Ort Bensersiel auf dem Festland betreibt. Unter anderem werden auch Ausflugsfahrten zu den Nachbarinseln angeboten.

## Geschichte

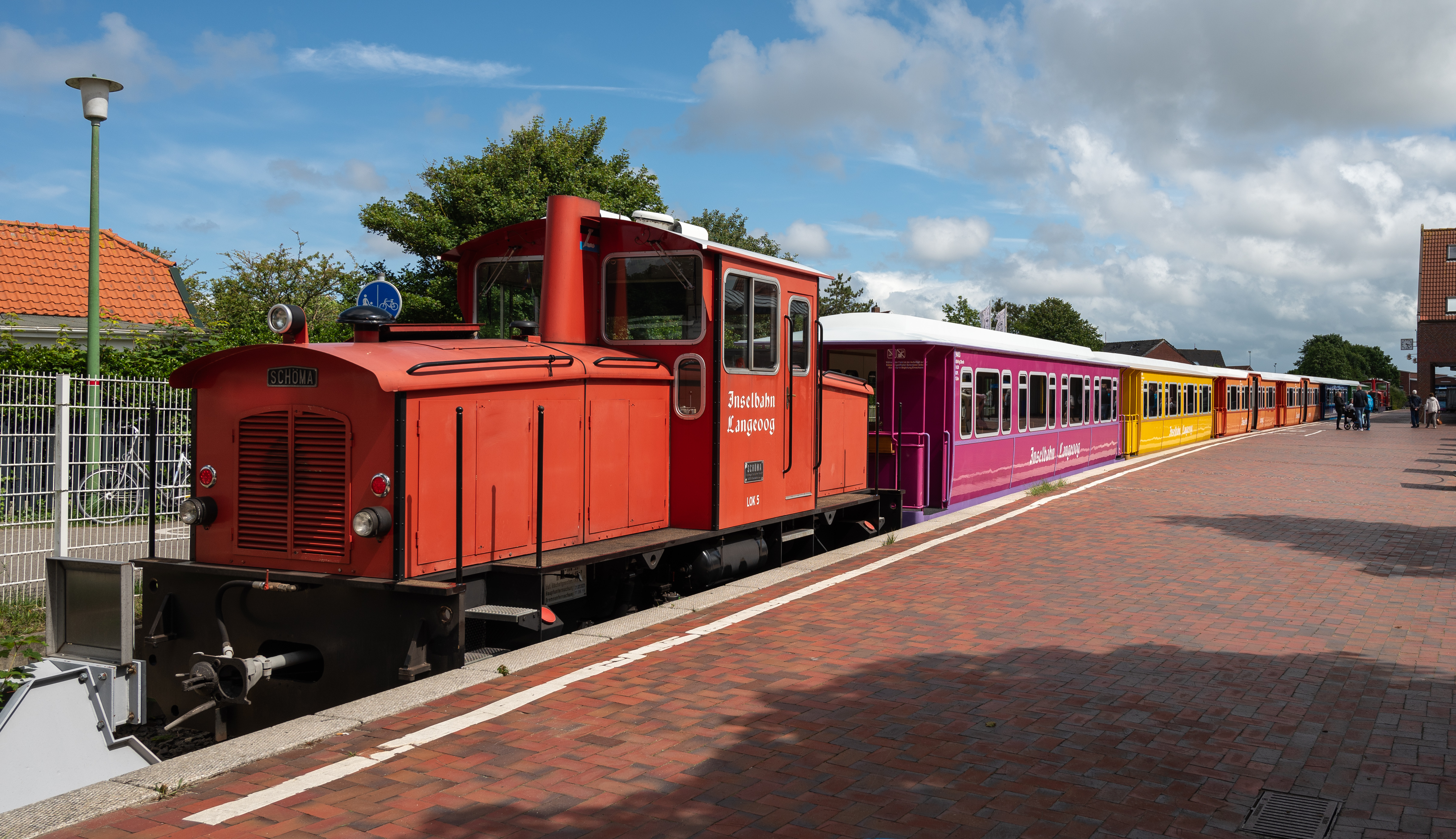
Inselbahn Langeoog

1899 wurde die erste Seebrücke auf Langeoog gebaut. Sie wurde allerdings bis Ende 1906 nur durch Pferdekutschen angefahren. Dadurch war die Reise nur während Niedrigwasser möglich. Erstmals wurde der Schiffbetrieb zwischen Festland und Insel durch die Reederei Esens-Bensersiel-Langeoog betrieben. Im Sommer 1906 wollte die Reederei das erste Motorboot bauen. Damals lehnte das Kloster Loccum, das auf Langeoog einen großen Beherbergungsbetrieb unterhielt, einen Zuschuss von 18.000 RM ab. Im Sommer 1909 bekam die Curator, eines der Boote, die im Winter betrieben wurden, einen Motor. Mit zunehmenden Gästen und Einnahmen ließ die Insel Langeoog zur besseren Ausnutzung der Wasserverhältnisse 1914 das erste Motorschiff Langeoog bauen. 1915 wurden die Langeoog und ein anderes Schiff der Reederei, die Kaiserin Auguste Victoria, von der deutschen Marine beschlagnahmt und nach Bremerhaven überführt. Sie wurden umgerüstet und später als Minensuchboote in der Ostsee eingesetzt. Die Schifffahrt wurde weiter mit der Curator durchgeführt.

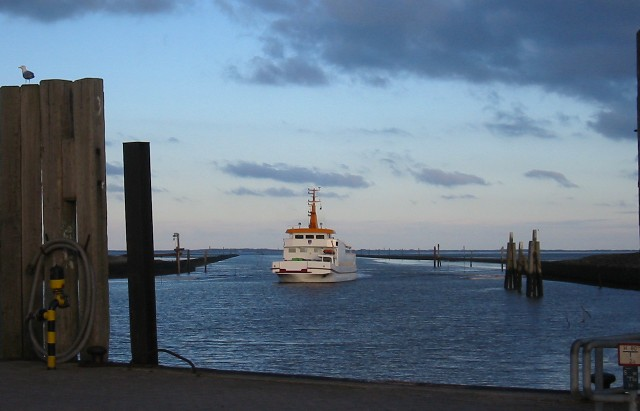
Langeoog IV

Zwischendurch wurde die Schifffahrt komplett eingestellt, da die Betreiber glaubten, mit Fischfang mehr verdienen zu können. Nach dem Kriegsende 1918 wurde die Kaiserin Auguste Victoria restauriert und wieder eingesetzt. 1920 wurde dann das zweite Fahrgastschiff, die damalige Langeoog II, in Dienst gestellt. 1923 wurde sie bereits wieder verkauft. Dafür kaufte die Reederei die Langeoog von der Marine zurück und setzte sie wieder in Betrieb. 1926 fing die Inselgemeinde Langeoog mit fünf kleineren Motorbooten an, der Reederei Esens-Bensersiel-Langeoog Konkurrenz zu machen.
Die eigentliche Schiffahrt der Inselgemeinde Langeoog wurde am 28. Januar 1927 gegründet, nachdem die Inselgemeinde die Reederei für damals 100.000 RM aufgekauft hat. Im gleichen Jahr wurde bei der Meyer Werft in Papenburg der Neubau der Doppelschraubenmotorschiffe Langeoog III und Langeoog IV in Auftrag gegeben.
1934 wurde das „Bensersieler Tief“ ausgegraben, so dass die Schifffahrt tideunabhängig war. 1936 wurde die Landungsbrücke durch einen Sturm so beschädigt, dass ein Anlegen unmöglich war. Die Inselgemeinde entschloss sich für 216.000 RM zu einem Neuaufbau und einer Umrüstung auf eine motorisierte Inselbahn. Von 1937 bis 1941 baute die Luftwaffe den ersten Hafen. Dabei wurde am 2. Juli 1937 die letzte Pferdekutsche verwendet. 1938 wurden sämtliche Eisbrecher und Frachtschiffe aufgekauft und für den Personenverkehr eingesetzt. 1939 wurde durch den Kriegsausbruch der Schiffsverkehr komplett eingestellt. 1945 wurden nach Kriegsende alle Rollbahnen des stillgelegten Flughafens gesprengt und die Baubahnen demontiert.
Zwischen 1950 und 1971 wurden die alten Schiffe verkauft und neue gekauft. Die Langeoog IV (1927) fuhr fortan als Spiekeroog IV für die Nachbarinsel Spiekeroog. Die jetzige Langeoog I ist bis heute in Betrieb. 1972 wurde das Fahrgastschiff Lili Marleen von der damals zeitweise auf Langeoog lebenden Sängerin Lale Andersen getauft und in Dienst gestellt. 1978 wurden die Abfertigungsanlagen in Langeoog und Bensersiel erneuert und bereits 1979 wurden die ersten Großbeförderungschiffe Langeoog III und Langeoog IV gebaut. Die Langeoog III, ein 495-BRT-Schiff mit zwei 726-PS-Motoren, 12 Knoten Maximalgeschwindigkeit und einer Beförderungskapazität von 500 (Winter) bzw. 800 (Sommer) Passagieren hatte ihren Stapellauf am 5. März 1979. Das bei der Meyerwerft und der Schiffswerft Julius Diedrich in Oldersum gebaute Schiff entspricht von den technischen Daten dem Schwesterschiff Langeoog IV. Die Anschaffungskosten für beide Schiffe schlugen mit jeweils 6 Millionen DM zu Buche.
1992 wurde das neue Fahrgastschiff Langeoog II in Betrieb genommen, das Lili Marleen ersetzte. 1995 wurde der Fahrzeugbestand der Inselbahn mit fünf Lokomotiven und zwölf Personenwagen komplett erneuert und 1996 wurde ein neuer Inselbahnhof gebaut. Zwischen 1998 und 1999 wurden die Gleisanlagen am Hafen umgebaut und erneuert.
Im Winter 2009/Frühjahr 2010 wurde eine Umgestaltung (Um- und Neubau) des Fähranlegers in Bensersiel durchgeführt.

## Flotte
| Schiffsname                 | Werft                                         | Baujahr | Länge   | Breite  | Tiefgang | Mannschaft | Personen | Höchstgeschw. | Antrieb                                             |
| --------------------------- | --------------------------------------------- | ------- | ------- | ------- | -------- | ---------- | -------- | ------------- | --------------------------------------------------- |
| Langeoog I                  | Jadewerft, Wilhelmshaven                      | 1968    | 33,53 m | 7,02 m  | 1,05 m   | 5          | 350      | 12 kn         | Diesel, MWM 234 v12 (2 × 263 PS)                    |
| Langeoog II                 | J. Diedrichs, Oldersum                        | 1991    | 33,29 m | 7,40 m  | 1,15 m   | 4          | 260      | 10 kn         | Diesel, Volvo Penta TAMD 162 (2 × 408 PS)           |
| Langeoog III                | J. Diedrichs, Oldersum                        | 1979    | 45,88 m | 10,60 m | 1,32 m   | 6          | 800      | 12 kn         | ab 2003 Diesel, Mitsubishi S 12A2-MPTA (2 × 828 PS) |
| Langeoog IV                 | J. Diedrichs, Oldersum                        | 1979    | 45,88 m | 10,60 m | 1,32 m   | 6          | 800      | 12 kn         | ab 2013 Diesel, Mitsubishi S 12A2-MPTA (2 × 828 PS) |
| Frachtmotorfähre Pionier II | Schiffs- und Maschinenbau Mannbau AG Mannheim | 1952    | 37,20 m | 7,01 m  | 1,20 m   | 2          | -        | 10 kn         | ab 1994 Diesel, Cummins NTA 855 M (2 × 354 PS)      |
| Frachtmotorfähre Onkel Otto | Schimag, Mannheim                             | 1960    | 37,50 m | 7,20 m  | 1,20 m   | 2          | -        | 10 kn         | Diesel, MWM 518 (2 × 220 PS)                        |

Vorgängerschiffe: Langeoog II (1971), Langeoog IV (1927)